# NGC 5366
NGC 5366 је лентикуларна галаксија у сазвежђу Девица која се налази на NGC листи објеката дубоког неба.
Деклинација објекта је - 0° 14' 51" а ректасцензија 13h 56m 24,9s. Привидна величина (магнитуда) објекта NGC 5366 износи 13,8 а фотографска магнитуда 14,7. NGC 5366 је још познат и под ознакама MCG 0-36-2, CGCG 18-7, KCPG 403A, IRAS 13538+0000, PGC 49569.